# Li Zhi (politiker)
Li Zhi, född i november 1950 i Lixin, Anhui, är en kommunistisk kinesisk politiker som är särskilt känd för sin roll som partichef i Ürümqi.
Han gick med i Folkets befrielsearmé 1969 och Kinas kommunistiska parti 1971. 1974 sändes han för att arbeta i Xinjiang, där han har varit yrkesverksam sedan dess. Sedan 2006 har han varit partisekreterare i Ürümqi. Han blev känd för en bredare allmänhet i samband med Upploppen i Ürümqi juli 2009, då han utlovade hårda straff för dem som deltagit i upploppen. I september 2009 avskedades han från sin post som partisekreterare i Ürümqi.